# Срібні струмені

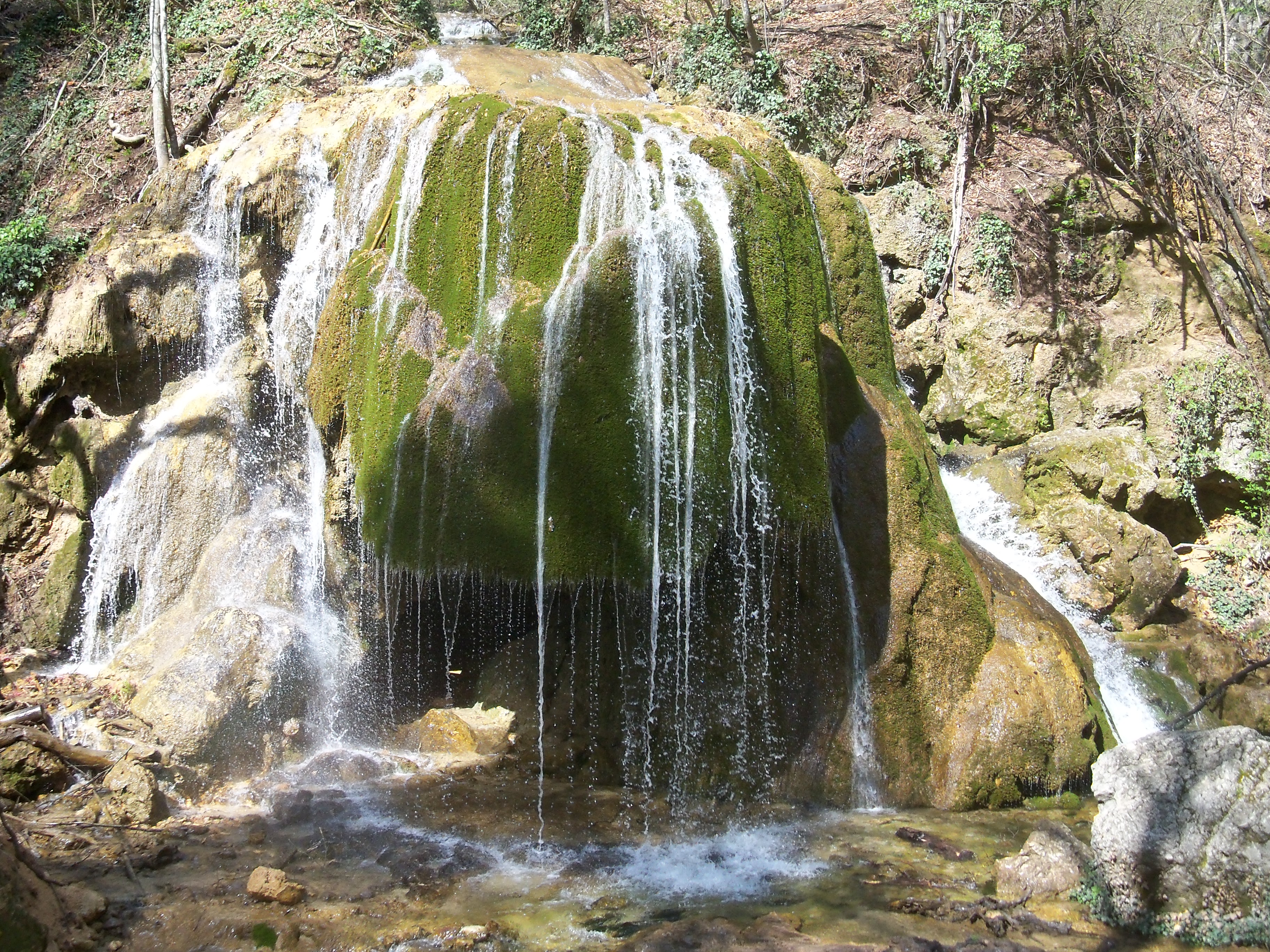
Водоспад «Срібні струмені».

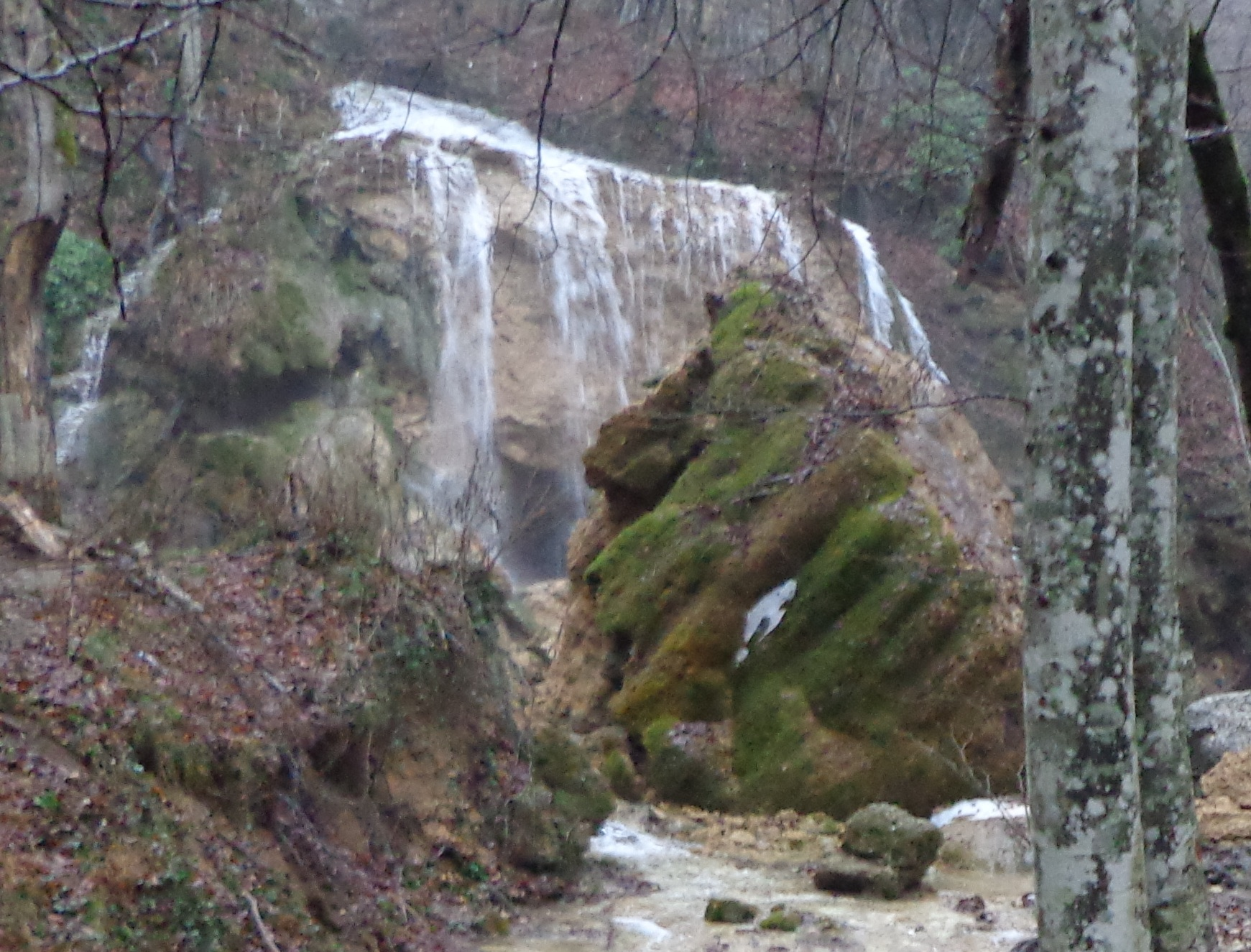
Вигляд водоспаду в січні 2016 року

Срібні струмені (Срібний) — водоспад на річці Сари-Узень в Криму, Україна, поблизу Великого каньйону Криму. Знаходиться водоспад в урочищі Чаїн-Су, неподалік від автошляху Т 0117 Бахчисарай — Ялта, найближчий населений пункт — село Соколине. 

## Загальний опис
Висота водоспаду близько 6 м. Ефект «срібних струменів» дає порослий мохом туфовий майданчик, яким стікає вода у вигляді тонких струменів. У сонячний день видовище підсилюється. В глибині водоспаду є природний грот з двома входами.
Водоспад розташований посеред вікового букового лісу. Вище за водоспадом, за 200 м розташований ставок «Юсупівське озеро», влаштований для розведення форелі князем Юсуповим, який був у минулому власником цих місць.
На початку 2016 року (орієнтовно 8 січня) через значний перепад температур та обледеніння відбулося руйнування водоспаду: впала характерна туфова брила, вкрита мохом, отже водоспад втратив свій характерний вигляд. Впалою брилою було також перекрито краєвид на водоспад.